# Adelococcus interlatens
Adelococcus interlatens är en lavart som först beskrevs av Johann Franz Xaver Arnold, och fick sitt nu gällande namn av Matzer & Hafellner 1990. Adelococcus interlatens ingår i släktet Adelococcus och familjen Adelococcaceae.   Inga underarter finns listade i Catalogue of Life.